# مستشفيات جامعة قناة السويس
مستشفيات جامعة قناة السويس هي مجموعة من المستشفيات التابعة لكلية الطب جامعة قناة السويس.

## الوصف

### المبني الهيكلي للمستشفي الجامعي
المبنى الهيكلى لمستشفى جامعة قناة السويس يتكون من 4 أدوار (أرضى + 3 متكرر) بمسطح 3200 متر مربع للدور الواحد، بسعة 206 سرير، وقاعات للمحاضرات والأقسام التعليمية، ويتكون الدور الأرضى من غرف الأشعة، والعمليات، والمغسلة، والمطبخ، والتحاليل، وغرف الكاميرات والتحكم، وتشتمل الأدوار المتكررة على أقسام المستشفى.

### مبني العبادات الخارجية
مبنى العيادات الخارجية يتكون من 5 أدوار «أرضي + بدروم + 2 متكرر»، بمسطح 2300 متر مربع للدور الواحد، ويشتمل المبنى على 74 عيادة في مختلف التخصصات، و7 قاعات دراسية، وصيدلية، وقسم للأشعة، وقسم للتحاليل، واستراحة للأطباء والتمريض، وملحق به فراغات تكميلية وخدمية.